# Сіку Ніакате
Сіку Ніакате (фр. Sikou Niakaté, нар. 10 липня 1999, Монтрей) — французький і малійський футболіст, захисник португальського клубу «Брага».
Виступав, зокрема, за клуб «Мец», а також національну збірну Малі.

## Клубна кар'єра
Народився 10 липня 1999 року в місті Монтрей.
У дорослому футболі дебютував 2017 року виступами за команду «Валансьєнн», у якій провів два сезони, взявши участь у 43 матчах чемпіонату. 
Протягом 2019—2021 років захищав кольори клубу «Генгам».
Своєю грою за останню команду привернув увагу представників тренерського штабу клубу «Мец», до складу якого приєднався на умовах оренди 2021 року. Відіграв за команду з Меца наступний сезон своєї ігрової кар'єри.
Протягом 2021—2022 років захищав кольори клубу «Мец-2».
До складу клубу «Брага» приєднався 2022 року. Станом на 27 грудня 2023 року відіграв за клуб з Браги 33 матчі в національному чемпіонаті.

## Виступи за збірні
У 2018 році дебютував у складі юнацької збірної Франції (U-19), загалом на юнацькому рівні взяв участь у 7 іграх.
У 2023 році дебютував в офіційних матчах у складі національної збірної Малі.

## Титули і досягнення
- Володар Кубка португальської ліги (1):

«Брага»: 2023-24